# Huisorde van de Gouden Leeuw (Hessen-Kassel)
Voor de Nederlands-Nassause en later Luxemburgse (Huis)orde van de Gouden Leeuw van Nassau; zie Orde van de Gouden Leeuw van Nassau.
De Huisorde van de Gouden Leeuw (Duits: "Hausorden vom Goldenen Löwen") van Hessen-Kassel werd op 14 augustus 1770 ingesteld door landgraaf Frederik II van Hessen-Kassel. De Orde had de Heilige Elisabeth van Hongarije, een voorouder van de stichter, als patroonheilige en moest bijzondere verdienste belonen.
De eerste Hessische keurvorst, Willem I wijzigde de Orde die tot 1 januari 1818 een enkele rang had gekend in een Orde met vier graden. Er kwam ook een militaire divisie waarvan de leden de onderscheiding "met zwaarden" droegen.
De vier graden van de Orde en hun versierselen
- Grootkruis

De Grootkruisen droegen een opengewerkt gouden medaillon met de gekroonde Hessische leeuw aan een breed karmijnrood lint over de rechterschouder. Zij droegen op de linkerborst een achtpuntige ster met zilveren stralen en een blauw medaillon met de Hessische leeuw (een gouden klimmende leeuw met zes dwarsbalken azuur beladen). Op de karmijnrode ring staat het motto "VIRTUTE ET FIDELITATE" in zilveren letters.
- Commandeur der Eerste Klasse
- Commandeur der Tweede Klasse
- Ridder

Op 20 augustus 1851 stichtte keurvorst Frederik Willem van Hessen-Kassel een nieuwe Orde. Deze Wilhelmsorden verving de drie lagere graden in de Huisorde van de Gouden Leeuw. De nu weer tot een enkele graad teruggebrachte Orde mocht in het vervolg niet meer dan 41 ridders tellen waarbij ook de Kuurhessische Prinsen, die geboren Ridders in deze Orde waren, meegeteld werden.
Adeldom en religie speelden bij de toekenning van de Huisorde van de Gouden Leeuw geen rol maar onderdanen van de keurvorst moesten de rang van luitenant-generaal of een vergelijkbare hoge functie en, voor zover zij militairen waren, eerder het ridderkruis van de Keurhessische Orde van Militaire Verdienste verworven hebben.
In 1866 koos de Hessische keurvorst de zijde van Oostenrijk in een oorlog met Pruisen. Na de Pruisische overwinningen op Oostenrijk en zijn bondgenoten Hannover, Saksen, Beieren, Nassau en Keurhessen werd het keurvorstendom op 20 september 1866 door Pruisen geannexeerd. De ridderorden werden op 3 oktober 1866 tot Pruisische orden verklaard en op 27 augustus 1875 afgeschaft. Dit besluit en het uitsterven van de Keurhessische linie maakte het de groothertog van Hessen op 8 juni 1876 mogelijk om de Huisorde van de Gouden Leeuw onder de naam "Groothertogelijk Hessische Gouden Leeuwenorde" (Duits: "Großherzoglich Hessischer Goldener Löwenorden") tot een groothertogelijk Hessische huisorde te maken.

## De Groothertogelijk Hessische Gouden Leeuwenorde
De Hessische groothertog verleende de onderscheiding na 1876 nog aan de prinsen van zijn Huis en enkele vooraanstaande leden van de hoge adel, zoals keizer Wilhelm II, tsaar Nikolaas II van Rusland en Otto Fürst Bismarck. In 1918 werd de republiek uitgeroepen en ook de Hessische orden werd afgeschaft.
Moritz Landgraaf van Hessen en titulair keurvorst van Hessen en groothertog van Hessen en bij de Rijn, de huidige chef van het Huis Hessen, heeft zich als grootmeester van de Huisorde van de Gouden Leeuw bij het overleg van de grootmeesters van de dynastieke Orden laten registreren.

## De versierselen van de Orde
Het kleinood was een opengewerkt gouden medaillon met de gekroonde Hessische leeuw en de ordespreuk op de band. Op de keerzijde stond "Fridericus II D.G.Hessiæ Landgravius inst.1770".
Op bijzondere plechtigheden werd het medaillon aan een keten van gouden leeuwen en schakels met de opschrift "FL" gedragen.